# La Planète des singes : L'Affrontement
Vous lisez un « bon article » labellisé en 2022.  Il fait partie d'un « bon thème ».
Série La Planète des singes
La Planète des singes : Les Origines
(2011) La Planète des singes : Suprématie
(2017)
Pour plus de détails, voir Fiche technique et Distribution.
La Planète des singes : L'Affrontement (Dawn of the Planet of the Apes), ou L'Aube de la planète des singes au Québec, est un film de science-fiction américano-britanno-canadien réalisé par Matt Reeves, sorti en 2014. Le scénario est de Mark Bomback, Rick Jaffa et Amanda Silver. Il s'agit de la suite de La Planète des singes : Les Origines (2011).
Le film met en scène César, le chef d'une tribu de singes intelligents confrontés à un groupe d'humains qui souhaitent accéder à leur territoire. Méfiant au début, César finit par accorder sa confiance aux humains. Malheureusement, cela provoque une rébellion parmi les singes et une guerre ouverte avec l'humanité.
Le studio 20th Century Fox lance la production du film en novembre 2011, quelques mois après la sortie de La Planète des singes : Les Origines. Le tournage commence en avril 2013 à Vancouver au Canada puis déménage pour La Nouvelle-Orléans en Louisiane de mai à juillet. La musique du film est composée et dirigée par Michael Giacchino.
Le film montre l'humanisation et la moralisation des singes évolués. Il aborde le racisme et la violence tout en confrontant deux points de vue : le pacifisme du personnage de César contre le revanchisme de Koba. Le film traite du même sujet que La Bataille de la planète des singes (1973), le cinquième et dernier volet de la première série de films de la saga mais puise également son inspiration dans d'autres références culturelles.
La Planète des singes : L'Affrontement est un succès commercial et critique. Il remporte plusieurs prix pour ses effets spéciaux ainsi que pour le travail d'acteur d'Andy Serkis. Il sort en vidéo en novembre 2014.

## Synopsis
En 2016, alors qu’il tente d’inventer un médicament pour soigner la maladie d'Alzheimer, un chimiste du laboratoire Gen-Sys de San Francisco crée un virus très dangereux, la grippe simienne. Ce nom est donné car le médicament a été testé sur des singes et les a rendus plus intelligents. Ceux-ci se sont ensuite révoltés contre les hommes et enfuis dans la forêt de séquoias de Muir, de l’autre côté du pont du Golden Gate. Le virus fait en revanche énormément de victimes chez les humains. Le taux de survie est d’un pour cinq cents. Face à une telle hécatombe, la civilisation humaine s’effondre en quelques mois.
Dix ans plus tard, en 2026, les singes ont développé une société non étatique primitive et ont construit un village rudimentaire en haut d’un promontoire rocheux. Ils vivent de la chasse, de la pêche et communiquent essentiellement grâce à la langue des signes que leur chef, César avait apprise dans sa jeunesse. Celui-ci vient juste d’avoir un second fils. Le lendemain, son fils aîné Yeux Bleus et son ami Ash, alors qu’ils reviennent de pêcher, tombent nez à nez avec un homme. Paniquant, ce dernier dénommé Carver, tire sur Ash puis appelle d'autres humains en renfort.

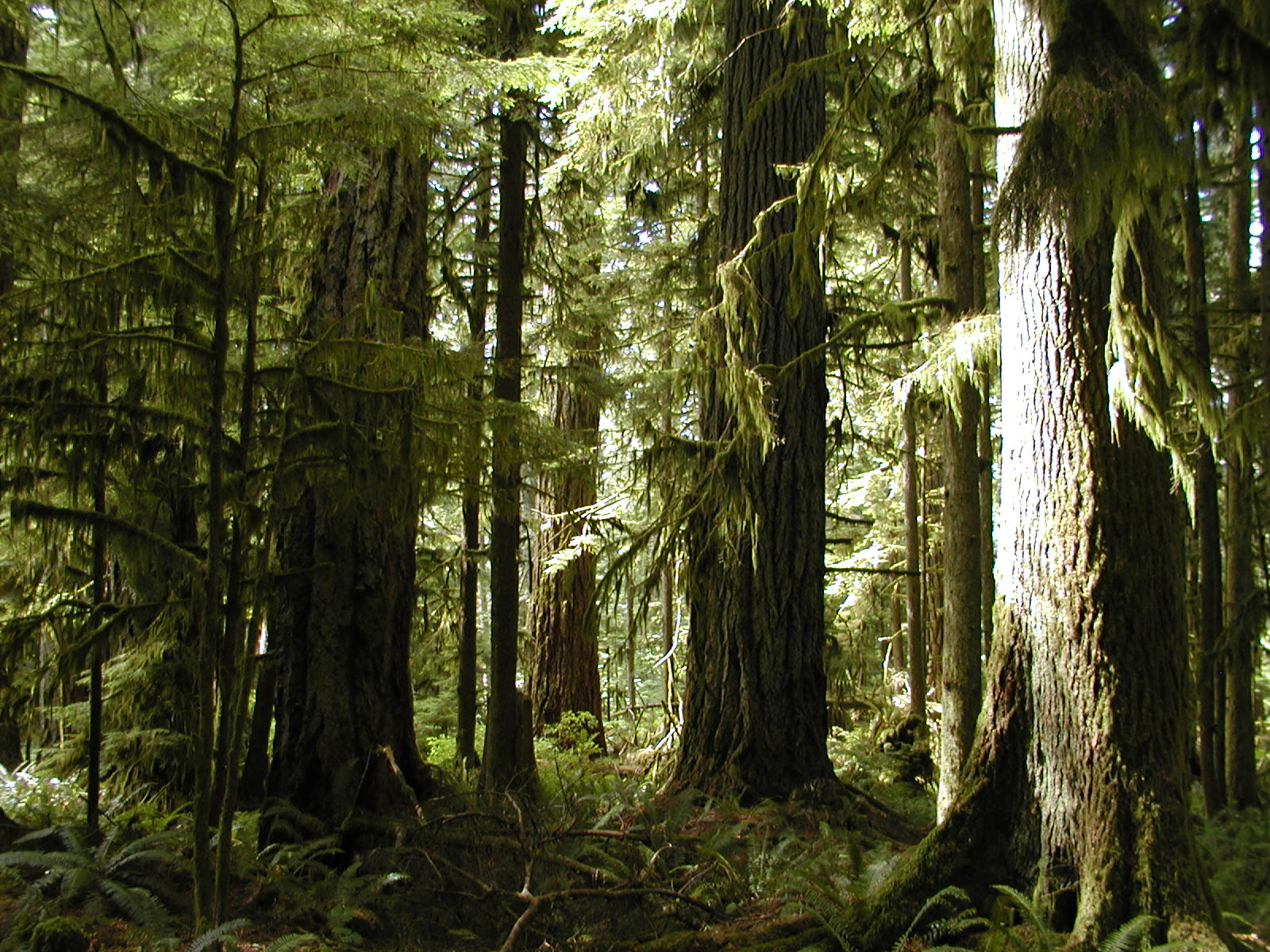
Forêt où vivent les singes.

Les singes sont également alertés par la détonation de l'arme à feu et encerclent rapidement les importuns. Le chef du groupe, Malcolm, leur déclare qu'ils sont pacifiques et que la blessure d'Ash n'est qu'un malentendu. César leur hurle de partir sur le champ, ce qu'ils font. Le chef des singes demande ensuite à Koba, son singe de confiance, de les suivre. Le groupe d'hommes composé entre autres de Carver, Malcolm, Alexander le jeune fils de celui-ci et d'Ellie la nouvelle compagne de Malcolm remonte en voiture et rejoint un San Francisco en ruine et gagné par la végétation. Les humains y retrouvent Dreyfus, le responsable de la communauté vivant là. Malcolm lui avoue l'échec de la mission qui consistait à retrouver un ancien barrage afin d'alimenter à nouveau la ville en électricité.
Après avoir découvert la présence de la communauté humaine de San Francisco, Koba revient au village des singes. Il suggère à César d'attaquer le plus tôt possible les humains. Koba déteste les humains car il a été pendant des années le cobaye de recherches médicales au sein de laboratoires. Mais, le chef des singes veut éviter une guerre car ils ont trop à perdre. Le lendemain, César décide cependant de se rendre en ville avec ses singes pour faire une démonstration de force. Paniqués à leur vision, les humains se réfugient dans leur forteresse. César s'avance alors à cheval vers eux. Il les informe qu'il ne souhaite pas la guerre mais que, s'il le faut, il les combattra s'ils osent s'aventurer à nouveau sur le territoire des singes.
Après le départ des singes, Dreyfus tente de rassurer les humains. En effet, il dispose d'un important stock d'armes à Fort Point. Plus tard, en aparté, il prévient Malcolm que le rétablissement du barrage est leur seule solution pour reprendre contact avec le reste de l'humanité. S'ils ne font rien, le refuge qu'ils ont bâti ensemble pour relancer l'humanité s'éteindra à son tour. Malcolm propose de retourner voir les singes pour négocier un accès au barrage. Dreyfus lui donne trois jours pour réussir. Sans cela, il lancera une attaque contre les singes. Malcom repart donc avec son groupe vers la forêt mais s'avance seul jusqu'au village des singes. Après avoir montré le barrage à César, il obtient de ce dernier l'autorisation de le réparer à condition que les humains déposent leurs armes.
Koba, qui pense qu'il faut attaquer les humains alors qu'ils sont encore faibles, se rend en ville pour espionner. Il y découvre les stocks d'armes et les préparatifs militaires qu'a ordonnés Dreyfus. Sur le barrage, César découvre que Carver a caché un fusil dans ses affaires. Furieux, il demande le départ immédiat des humains. Cependant son épouse étant malade, Ellie propose son aide pour la soigner. Ayant des médicaments, celle-ci parvient vite à guérir Cornélia l'épouse de César. Reconnaissant, le chef des singes leur offre l'aide des singes pour les réparations mais contraint Carver à retourner au campement des humains. Koba, de retour parmi les siens, accuse publiquement César d'aimer plus les humains que les singes. Ne pouvant laisser passer l'affront, le chef des singes attaque son désormais rival et l'oblige à se soumettre.
À la nuit tombée, Malcolm et ses hommes parviennent à faire fonctionner de nouveau le barrage et aperçoivent les lumières revenues de la ville de San Francisco. De son côté Koba retourne en ville pour voler une mitrailleuse, tue Carver puis tire sur César sans se faire voir. Maurice l'orang-outan conseille alors aux humains de quitter rapidement les lieux. Koba appuyé par Yeux Bleus, le fils de César, appelle les singes à réagir et à lancer une attaque immédiate contre les humains.

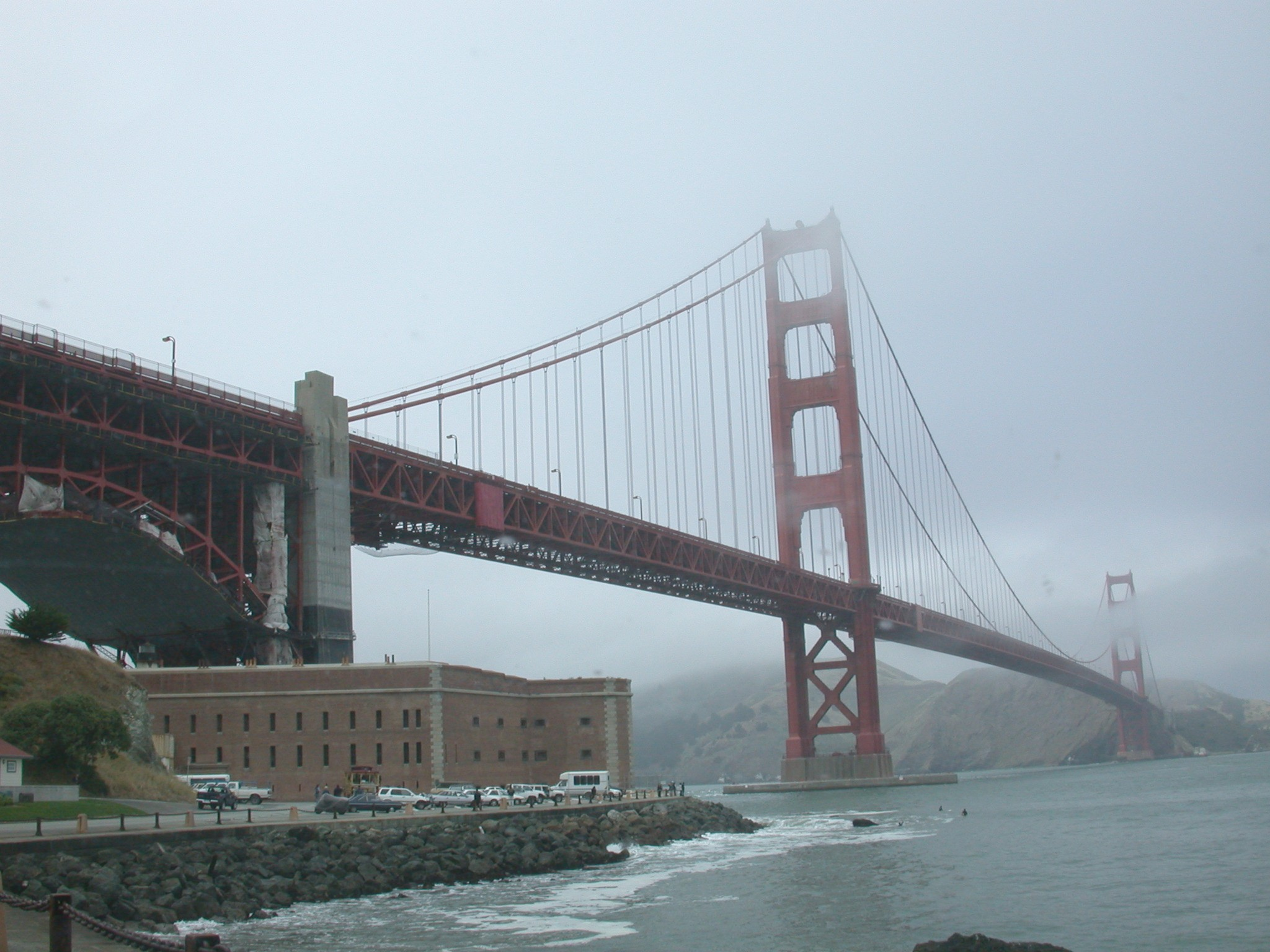
Fort Point, au-dessous du pont du Golden Gate.

En ville, insouciants, les humains fêtent le retour de l’électricité. Les singes pénètrent alors facilement dans la cité et s’emparent du stock d’armes de Fort Point. Les humains, alertés, se réfugient dans leur forteresse pour se défendre. Ils tentent de résister à l’assaut des singes et utilisent une radio pour demander des renforts. Koba s’empare ensuite d’un véhicule blindé et défonce la porte de la forteresse. Les humains sont vaincus et tentent de s’enfuir. Mais ils sont vite neutralisés ou capturés par leurs assaillants. Cependant, Ash, l’ami de Yeux Bleus refuse d’obéir à Koba qui lui ordonne de tuer des humains. Furieux, celui-ci s’empare du jeune singe et le précipite du haut d’un parapet pour montrer aux autres singes qui est désormais leur chef. Maurice et les singes fidèles à César sont, quant à eux, enfermés dans un bus tandis que les prisonniers humains sont emmenés dans des cages.
Dans la forêt, Malcolm, Ellie et Alexander retrouvent César gravement blessé. Le singe demande aux humains de le ramener à la maison où il a grandi, dans la banlieue de San Francisco. Ellie ne pouvant l’opérer sans matériel, Malcom est obligé de se rendre en ville pour en récupérer. Lors de son aventure, il est repéré par un singe qui n’est autre qu'Yeux Bleus. L’humain lui apprend que son père est en vie et lui demande de le suivre jusqu’à son refuge. Arrivé sur place, Yeux Bleus apprend de la bouche de son père que Koba est le seul responsable de la guerre. César lui avoue qu’il pensait que les singes étaient meilleurs que les hommes. Il a découvert qu’ils sont pareils.
Pendant qu’Ellie soigne César, Yeux Bleus retourne en ville et, aidé de quelques amis, il délivre les fidèles de son père. Profitant de la confusion, les humains parviennent à s’enfuir loin des singes.
Le lendemain, conduits par Malcolm, César et ses fidèles retournent discrètement en ville. Ils arrivent par les sous-sols jusqu’à une tour où se sont rassemblés les singes. César et ses amis montent jusqu’en haut de la tour. Là, l’ancien chef défie le nouveau. Malcolm resté dans les sous-sols découvre que Dreyfus et ses hommes ont positionné de l'explosif C-4 pour faire exploser la tour. Malcolm les menace donc d’une arme pour leur demander d’attendre que César règle le problème. Dreyfus lui apprend alors qu’il est entré en contact radio avec une base de militaires et que ceux-ci sont en route. Puis, fou de haine envers les singes, il déclenche les explosifs. La tour vacille mais ne s’effondre pas. Plusieurs singes sont tués par le choc. Cela n’empêche pourtant pas César et Koba de continuer leur combat. César finit par projeter son rival dans le vide mais celui-parvient à s’agripper à une poutre d'une main. César  la lui prend puis le fait tomber dans le vide.
Malcolm, qui a survécu à l’explosion, parvient à s’extirper des décombres, remonte à la surface tandis que les singes descendent de la tour. L’humain avertit son ami singe que des militaires sont en approche pour l'attaquer. César lui demande alors de partir avec ses proches avant que la guerre n’éclate. Et, après s’être dit adieu, les singes quittent la ville.

## Fiche technique
Sauf indication contraire, les informations mentionnées dans cette section peuvent être confirmées par les bases de données cinématographiques IMDb et Allociné,  présentes dans la section « Liens externes ».
- Titre original : Dawn of the Planet of the Apes
- Titre français : La Planète des singes : L'Affrontement
- Titre québécois : L'Aube de la planète des singes[3]
- Réalisation : Matt Reeves
- Scénario : Mark Bomback, Rick Jaffa et Amanda Silver, d'après les personnages créés par Rick Jaffa et Amanda Silver, d'après le roman La Planète des singes de Pierre Boulle
- Musique : Michael Giacchino
- Direction artistique : Marisa Frantz, Aaron Haye, Kelvin Humenny, William O. Hunter, Naaman Marshall et Scott Plauche
- Décors : James Chinlund et Amanda Moss Serino[4]
- Costumes : Melissa Bruning
- Maquillage : Bill Terezakis et Lisa Love
- Photographie : Michael Seresin
- Son : Brian Bair, Will Files, Tom Lalley, Andy Nelson, Ed White
- Montage : William Hoy et Stan Salfas
- Production : Peter Chernin, Dylan Clark, Rick Jaffa et Amanda Silver
  - Production déléguée : Mark Bomback, Thomas M. Hammel et Jenno Topping
  - Production associée : Jennifer Teves
- Sociétés de production :
  - États-Unis : Chernin Entertainment et 20th Century Studios[4], en association avec TSG Entertainment
  - Canada : Soho VFX
  - Royaume-Uni : en association avec Ingenious Media
- Sociétés de distribution : 20th Century Fox ; Warner Bros. (Suisse romande)
- Budget : 170 millions de $[5],[6]
- Pays de production :  États-Unis,  Royaume-Uni,  Canada
- Langues originales : anglais et langue des signes américaine
- Format : couleur — 35 mm / Digital — 1,85:1 (Panavision) — son Dolby Atmos / Datasat / Dolby Surround 7.1
- Genre : science-fiction, action, aventure, drame
- Durée : 130 minutes
- Dates de sortie : 
  - États-Unis, Canada, Québec : 11 juillet 2014[3]
  - Royaume-Uni : 17 juillet 2014
  - France, Belgique, Suisse romande : 30 juillet 2014[7],[8],[9]
- Classification :
  - États-Unis : accord parental recommandé, film déconseillé aux moins de 13 ans (PG-13 - Parents Strongly Cautioned)[Note 3]
  - Royaume-Uni : les enfants de moins de 12 ans doivent être accompagnés d'un adulte (12A - Suitable for 12 years and over)
  - Canada : certaines scènes peuvent heurter les enfants - accord parental souhaitable (PG - Parental Guidance)
  - Québec : tous publics - déconseillé aux jeunes enfants (G - General Rating)[3]
  - France : tous publics[10]
  - Belgique : tous publics (Alle Leeftijden)[8]
  - Suisse romande : interdit aux moins de 12 ans[11]

## Distribution
Sauf indication contraire, les informations mentionnées dans cette section peuvent être confirmées par la base de données cinématographiques IMDb,  présente dans la section « Liens externes ».
- Andy Serkis (VF : Jérémie Covillault, VQ : Patrick Chouinard) : César
- Jason Clarke (VF : Boris Rehlinger, VQ : François Trudel) : Malcolm
- Gary Oldman (VF : Vincent Violette, VQ : Manuel Tadros) : Dreyfus
- Keri Russell (VF : Barbara Delsol, VQ : Camille Cyr-Desmarais) : Ellie
- Toby Kebbell (VF : David Krüger, VQ : Pierre-Étienne Rouillard) : Koba
- Kodi Smit-McPhee (VF : Hugo Brunswick, VQ : Léo Caron) : Alexander
- Kirk Acevedo (VF : Marc Arnaud, VQ : Louis-Philippe Dandenault) : Carver
- Nick Thurston : Yeux Bleus
- Terry Notary : Rocket
- Karin Konoval : Maurice
- Judy Greer : Cornelia
- Jon Eyez (VF : Frantz Confiac) : Foster
- Enrique Murciano : Kemp
- Larramie Doc Shaw : Ash
- Lee Ross : Grey
- Keir O'Donnell : Finney
- Kevin Rankin (VF : Cédric Ingard, VQ : Philippe Martin) : McVeigh
- Jocko Sims (VF : Jean-Baptiste Anoumon) : Werner
- Scott Lang : Luca
- Lombardo Boyar (VF : Fabrice Lelyon, VQ : Paul Ahmarani) :	Terry

- Version française réalisée par Dubbing Brothers sous la direction artistique d'Hervé Rey, avec une adapation de dialogues de Philippe Millet[12].
- Version québécoise réalisée par Cinélume sous la direction artistique d'Anne Caron, avec une adaptation de dialogues de Bérengère Rouard et Thibaud de Courrèges[13].

Sources doublage : Allodoublage, Doublage Québec et RS Doublage.

Photos des principaux interprètes.
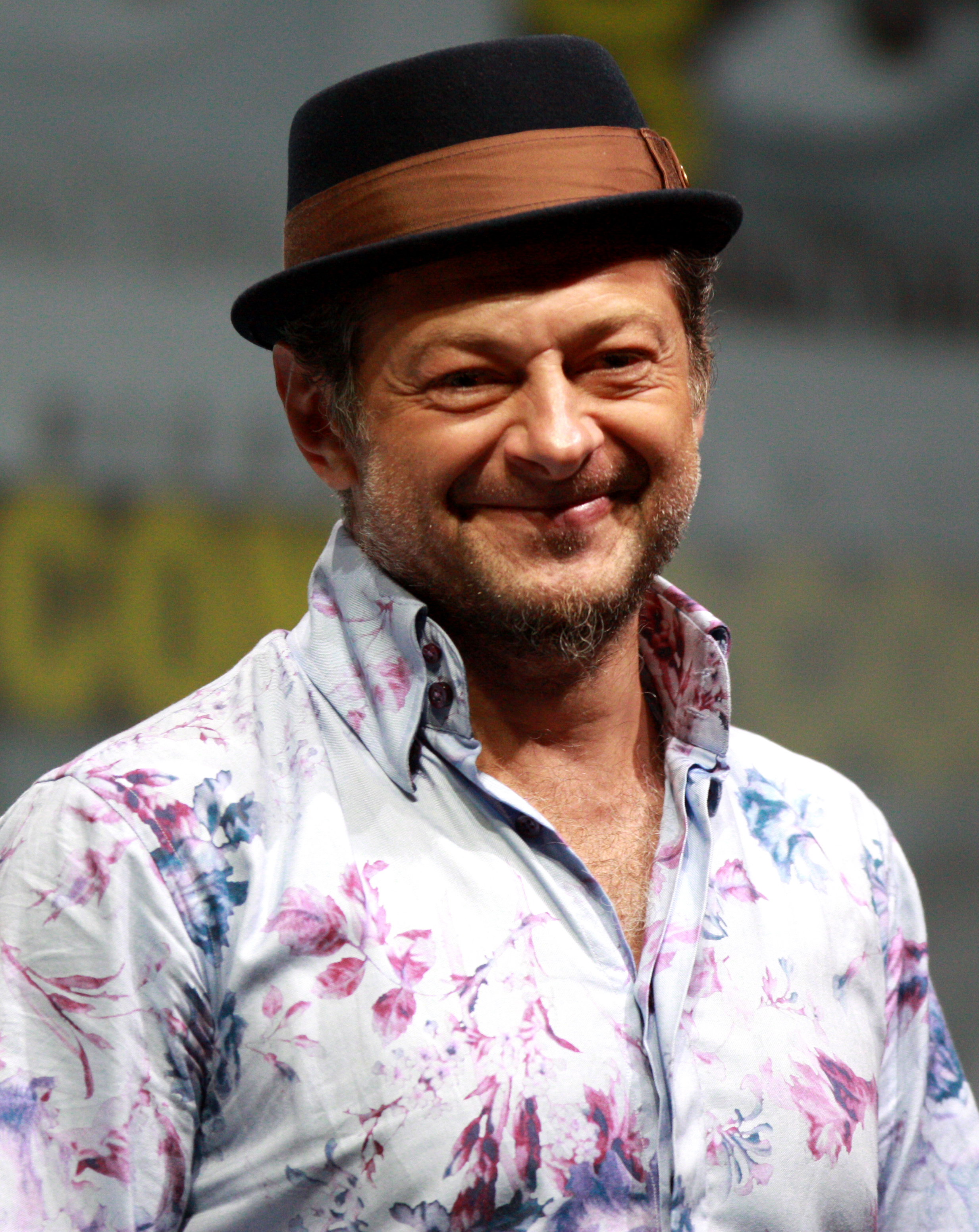
Andy Serkis en 2013.
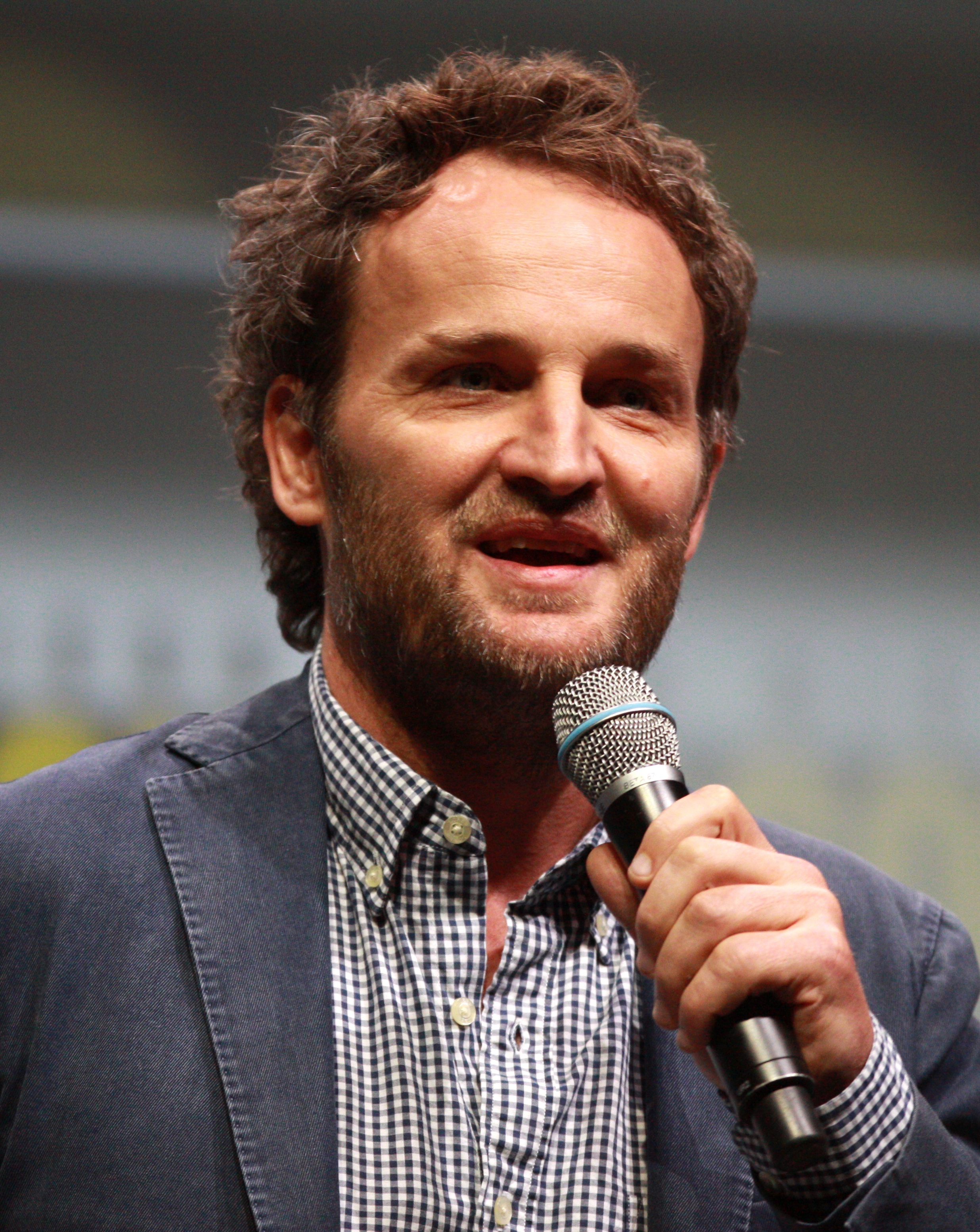
Jason Clarke en 2013.
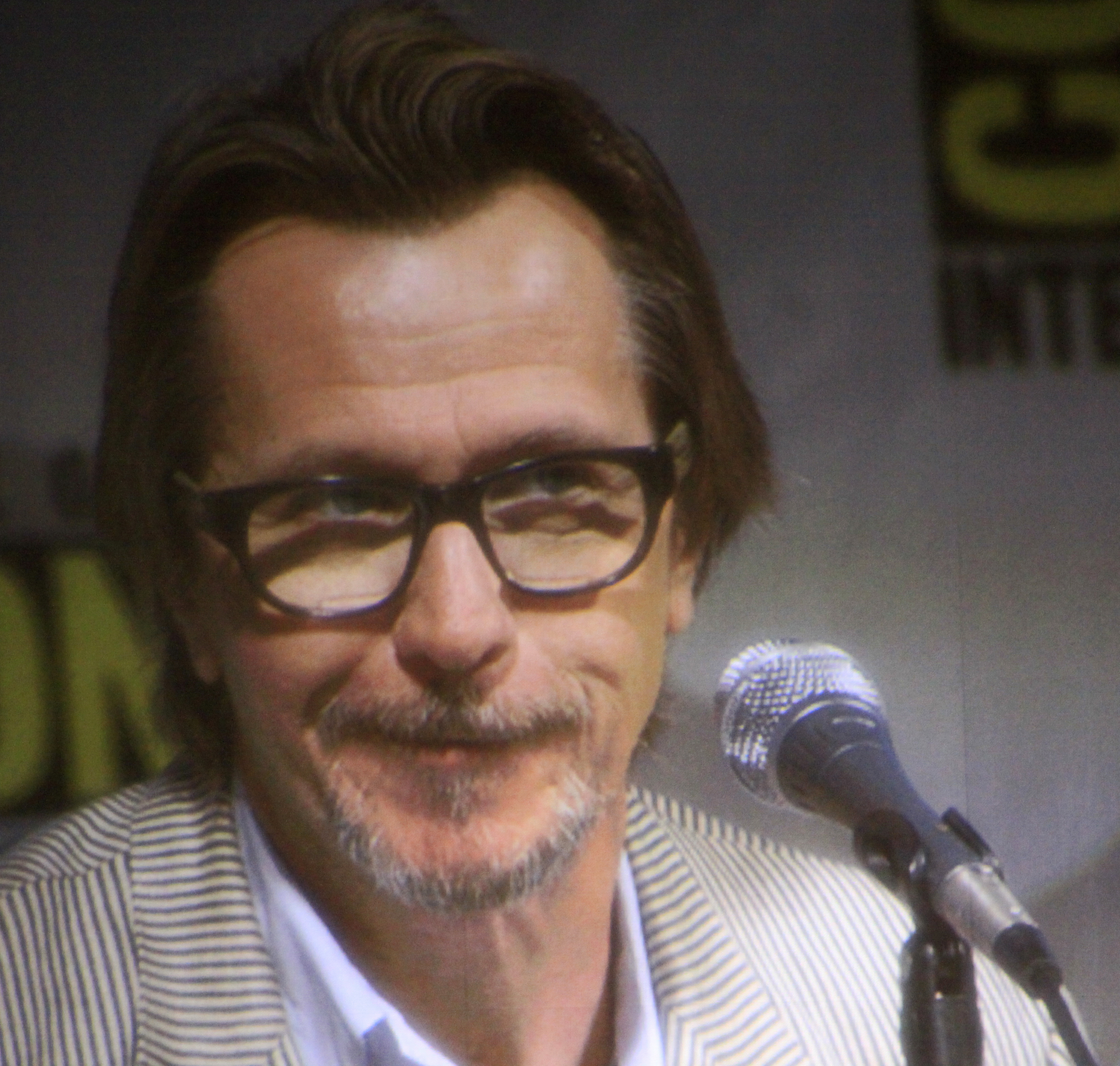
Gary Oldman en 2009.
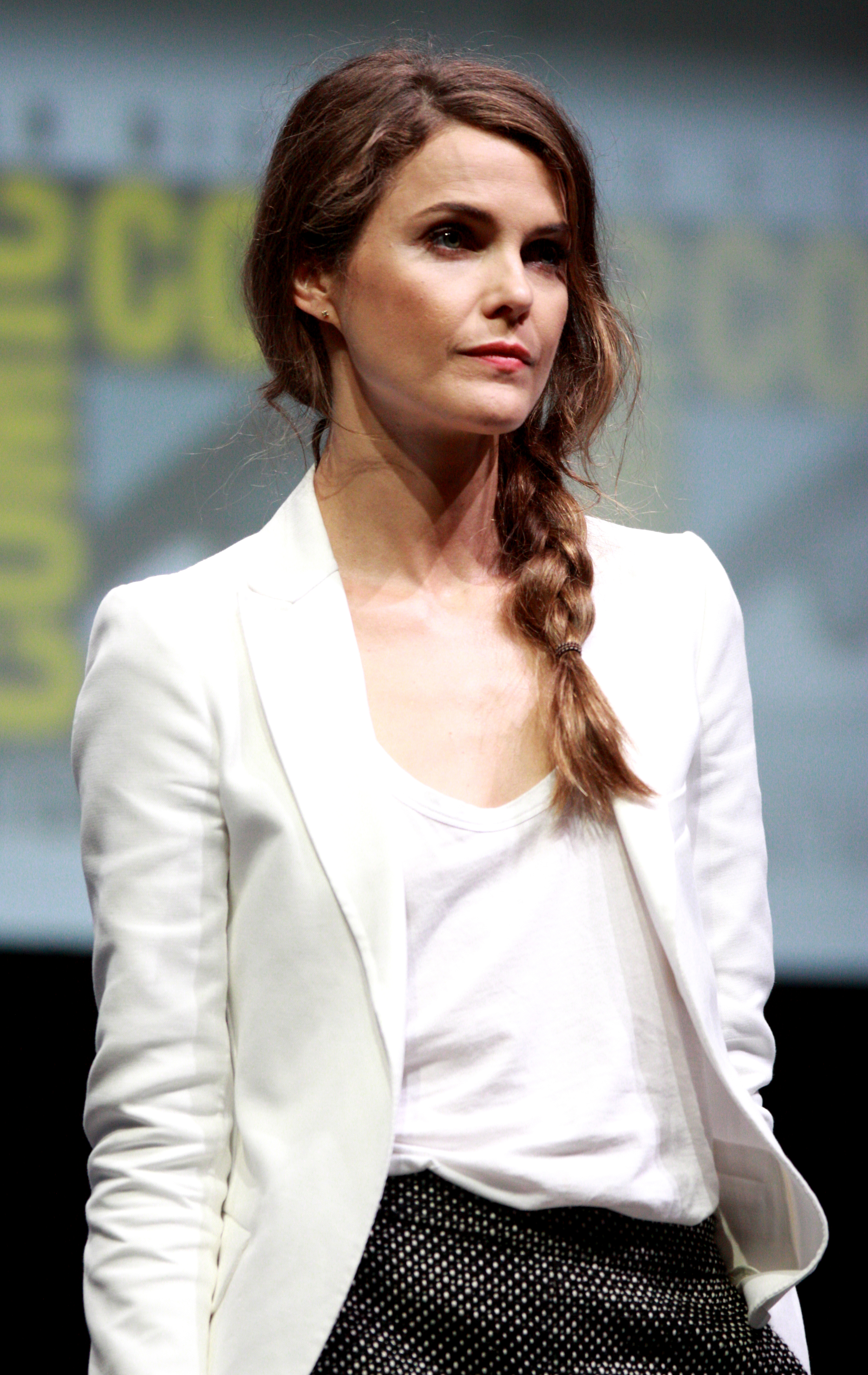
Keri Russell en 2013.
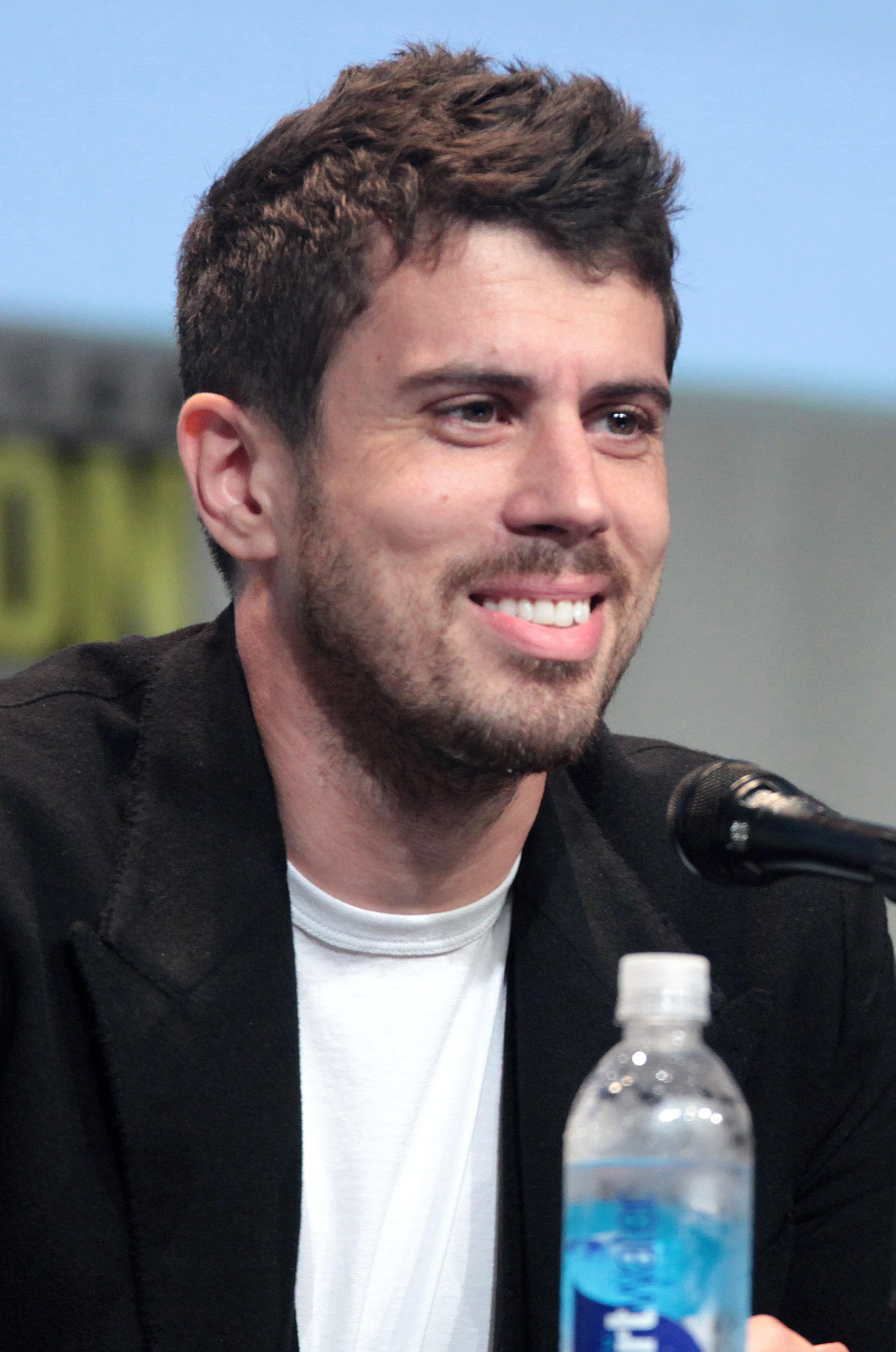
Toby Kebbell en 2015.
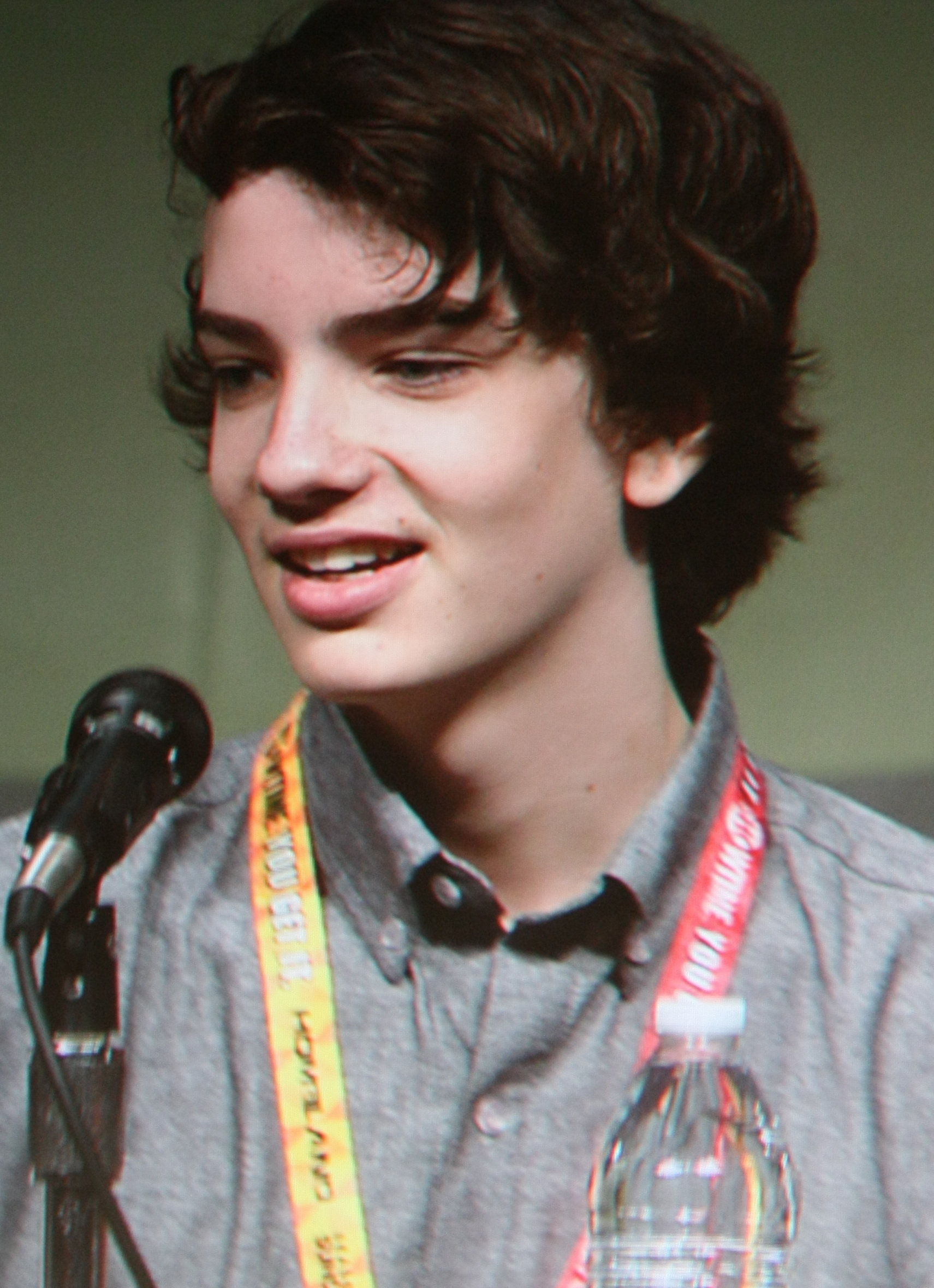
Kodi Smit-McPhee en 2012.

## Production

### Développement
Initiée en 1968 la saga La Planète des singes, renaît pour la deuxième fois sur les écrans de cinéma en août 2011 avec le film La Planète des singes : Les Origines. Ce film est bien accueilli par la critique et franchit le seuil des 175 millions de dollars aux États-Unis. Fort de ce succès le studio 20th Century Fox annonce en novembre 2011 la mise en chantier d'un autre film avec les mêmes producteurs à la barre, Peter Chernin et Dylan Clark. Tom Rothman, l'un des dirigeants de la Fox qui a supervisé Les Origines mais aussi La Planète des singes en 2001 n'est en revanche plus impliqué car il a quitté le studio. Très vite, l'acteur principal du précédent film, Andy Serkis, est confirmé pour interpréter à nouveau en capture de mouvements le rôle du singe César. Le réalisateur Rupert Wyatt et les scénaristes Rick Jaffa et Amanda Silver sont aussi de retour pour cette suite. Une date de sortie est même annoncée en mai 2012 : le 23 mai 2014,.
La première ébauche de scénario, provisoirement intitulée Icarus est prévue comme étant un lien entre Les Origines et le film La Planète des singes de 1968. Peu après, le scénariste Scott Z. Burns, auteur de La Vengeance dans la peau (2007) et Contagion (2011), est engagé pour développer l'intrigue qui est désormais titrée La Planète des singes : L'Affrontement,. Les producteurs souhaitent désormais montrer ce qu'il est advenu des humains et des singes intelligents au lendemain de la pandémie qui est suggérée à la fin du premier film. Le scénario est ensuite plusieurs fois remanié durant les semaines suivantes. Cependant la date de sortie du film déterminée par le studio, elle, n'évolue pas. Peu convaincu par ses nombreux remaniements et trouvant que le délai de production est désormais trop court, le réalisateur Rupert Wyatt préfère quitter le projet en septembre 2012,,,. Il est alors remplacé en octobre par Matt Reeves, le réalisateur de Cloverfield (2008) et de Laisse-moi entrer (2010),, tandis que Mark Bomback, l'auteur de Die Hard 4 : Retour en enfer (2007) et de Total Recall : Mémoires programmées (2012) succède à Scott Burns au scénario.

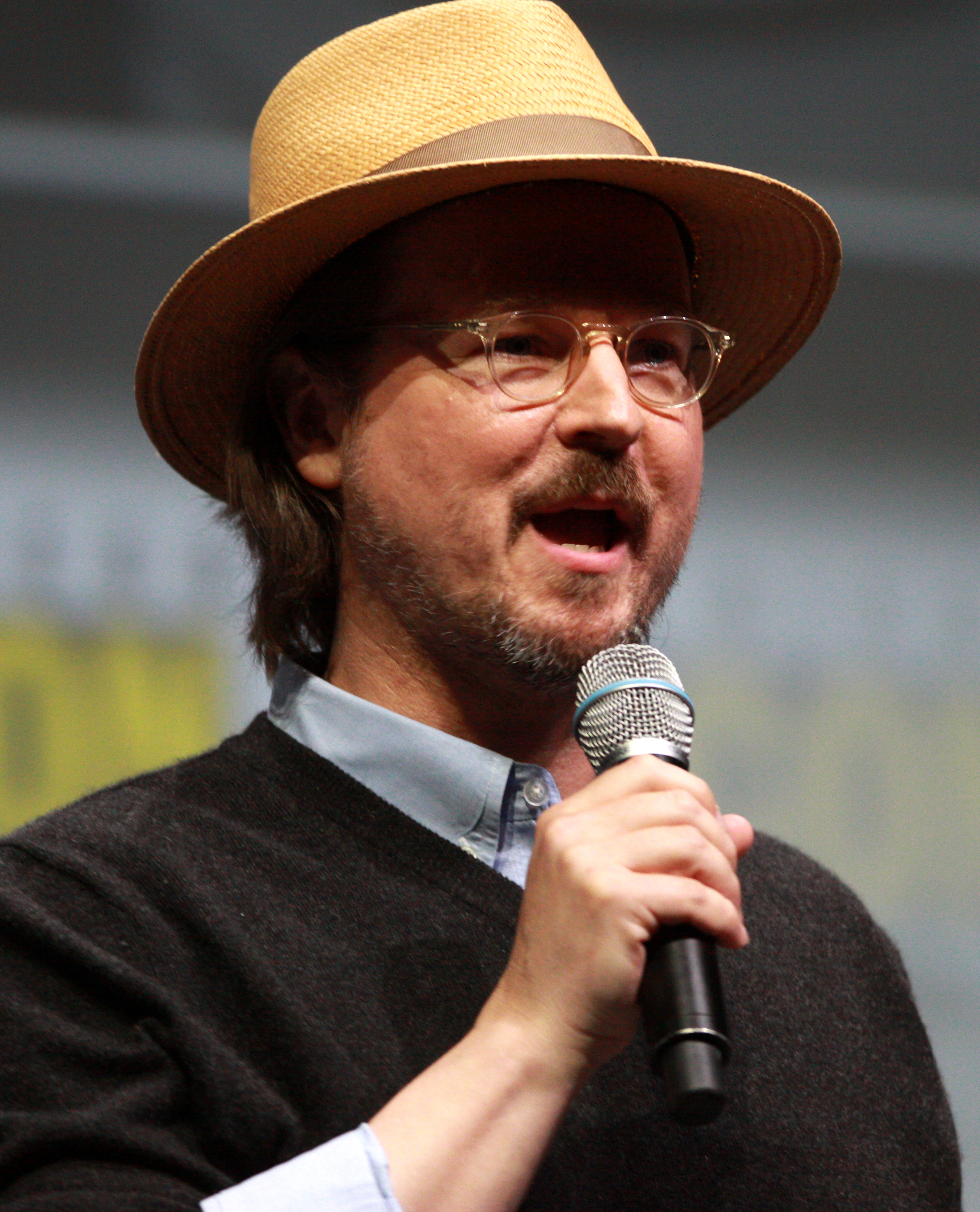
Le réalisateur Matt Reeves au San Diego Comic-Con le 20 juillet 2013.

Reeves qui vient d'être père est frappé par l'évolution de César dans le premier film. Le personnage s'étoffe et prend de l'épaisseur, son savoir s'étend et sa manière de communiquer avec les autres singes évolue. Cela lui parle beaucoup émotionnellement et lui rappelle l'éveil de son propre fils,. Il indique « Ce qui m'intéressait, dans ce développement de l'intrigue, c'était de reprendre ce personnage, en l'espèce un révolutionnaire, et d'en faire un meneur de primates ».

### Préproduction
Bien qu'Andy Serkis retrouve son rôle de César, ce n'est pas le cas de James Franco et de Freida Pinto qui jouaient deux personnages principaux dans le précédent film de la franchise : Will et Caroline. Leurs personnages ne font en effet pas partie de l'intrigue du nouveau film. Le personnage de Will est probablement mort, victime de sa propre invention,.
En février 2013, le studio dévoile le nom des interprètes engagés pour le film. Il s'agit pour les rôles d'humains de Jason Clarke qui s'est notamment fait connaître dans Zero Dark Thirty (2013), Keri Russell l'héroïne de la série Felicity (1998-2002) créée par J. J. Abrams et Matt Reeves, de Kodi Smit-McPhee le personnage principal de Laisse-moi entrer (2010), le précédent film de Reeves et de Gary Oldman,,. Pour jouer le singe Koba, Reeves choisit le jeune acteur Toby Kebbell. Terry Notary revient pour le rôle du singe Rocket ainsi que comme formateur dans la gestuelle des singes auprès des autres interprètes.

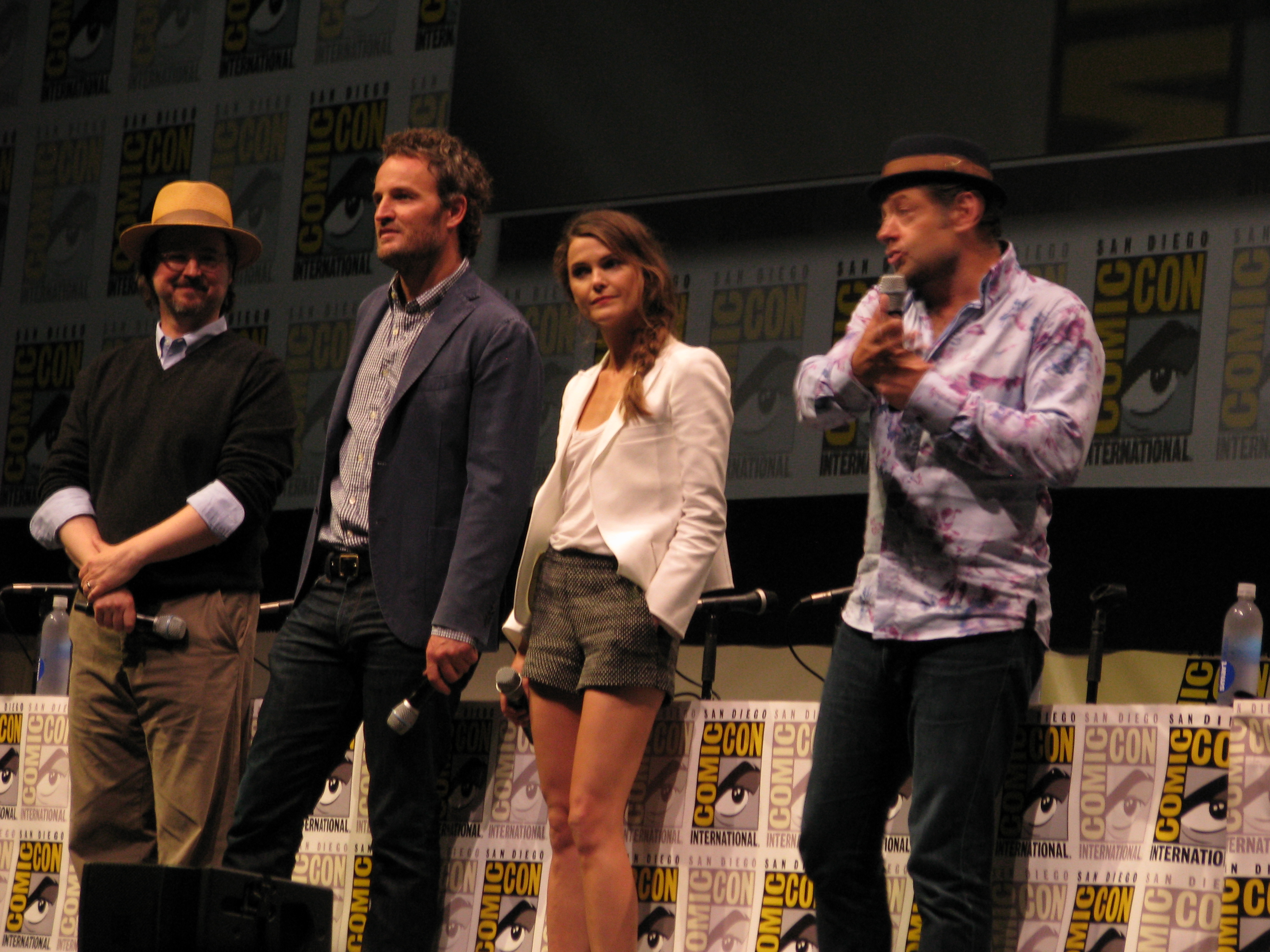
Le réalisateur Matt Reeves et les comédiens Jason Clarke, Keri Russell et Andy Serkis au San Diego Comic-Con le 20 juillet 2013.

La société de production d'effets spéciaux néo-zélandais Weta et le directeur des effets visuels Joe Letteri sont de retour pour réaliser les trucages numériques. Comme pour La Planète des singes : Les Origines, les singes sont joués par des interprètes en justaucorps de capture de mouvements. Les interprètes portent également des gants spécifiques et un casque avec un bras de caméra et un petit microphone.
Pour concevoir la civilisation simiesque naissante, le concepteur Aaron Sims et son équipe artistique fournissent de nombreuses illustrations de singes sillonnant la forêt où ils ont élu domicile, des scènes où les singes chassent la faune pour assurer leur subsistance, du village des singes ou des projections d'un César vieillissant. Il s'approche de la réalité. Car les chimpanzés coopèrent pour capturer des petits singes, de jeunes Phacochères ou des gazelles et se les partagent pour les manger. Le textureur Aaron Beck est spécialement chargé du vieillissement sous la direction de Gino Acevedo. Ils réalisent une série de vieillissements des personnages. Ils ne rajoutent pas forcément des rides mais travaillent à altérer sa coiffure et à ajouter des cheveux grisonnants.
L'apparence de Cornélia, la compagne de César est un vrai défi pour les animateurs de Weta. Selon Joe Letteri, « rien qu'en voyant un chimpanzé, il est difficile d'en déterminer le sexe à priori. Nous avons adouci certains traits de Cornélia, avec le contour de ses yeux, ou en allongeant quelque peu sa chevelure autour de son front. On ne pouvait pas s'engager trop loin sur cette voie car Matt Reeves a toujours eu pour objectif le réalisme avant tout ». Le bébé de Cornélia est également difficile à réaliser. Le directeur de la création artistique Gino Azevedo indique qu'il est difficile de trouver des images de bébés chimpanzé. Même le zoo de Wellington, le plus grand de Nouvelle-Zélande, ne dispose d'aucune image de ce type. En effet, les mères chimpanzés sont très discrètes. Elles ne donnent naissance à leur enfant que si elles sont seules. Les jeunes bébés ne quittent pas les bras de leur mères et s'y cramponnent.
Matt Reeves et la créatrice de costumes Melissa Bruning décident de ne pas vêtir les singes. Le réalisateur explique qu'il avait « toujours le sentiment que si les primates étaient intelligents et d'une force physique de loin supérieure à celle des hommes, avec des niveaux analogues de profondeur émotionnelle et intellectuelle, ils n'en avaient pas pour autant les mêmes besoins physiques ». Le réalisateur souscrit plutôt à l'idée que les primates s'ornent de peintures tribales primitives.
Pour donner voix aux communications entre les singes, la production engage un consultant en langage des signes. Il travaille notamment avec Terry Notary pour développer une version modifiée de la langue des signes américaine que les singes peuvent utiliser pour communiquer entre eux. La gestuelle est simplifiée mais reste proche de la langue-source. Dans La Planète des singes : Les Origines, le chimpanzé César tout comme l'orang-outan Maurice ont appris ce langage. C'est grâce à cela qu'ils commencent à communiquer. Pour les scénaristes, c'est logique qu'il transmettent à la civilisation des singes cette méthode de communication.

### Tournage
Le tournage débute en avril 2013 autour de Campbell River et à l'île de Vancouver en Colombie-Britannique puis déménage pour La Nouvelle-Orléans en Louisiane de mai à juillet,. Toujours en Louisiane, le tournage se délocalise au centre d'assemblage de Michoud construit par la NASA pour abriter des fusées et au parc d'attractions abandonné de Six Flags. La différence de température entre la Colombie-Britannique et la Louisiane est particulièrement éprouvante pour les interprètes et les figurants. Pour rester raccords, à La Nouvelle-Orléans, les deux cent cinquante figurants qui jouent la foule des survivants sont revêtus d’impers et de blousons alors qu'il fait 30 °C.
Les forêts de Vancouver servent essentiellement de décors aux scènes rurales. Les interprètes des singes y jouent en combinaison de capture de mouvement. En revanche pour interagir avec les interprètes Keri Russell et Kodi Smit-McPhee dans la scène ou le jeune fils de César découvre les humains, les animateurs de Weta réalisent un modèle de nouveau-né. Il permet de servir de guide pour le regard des interprètes.

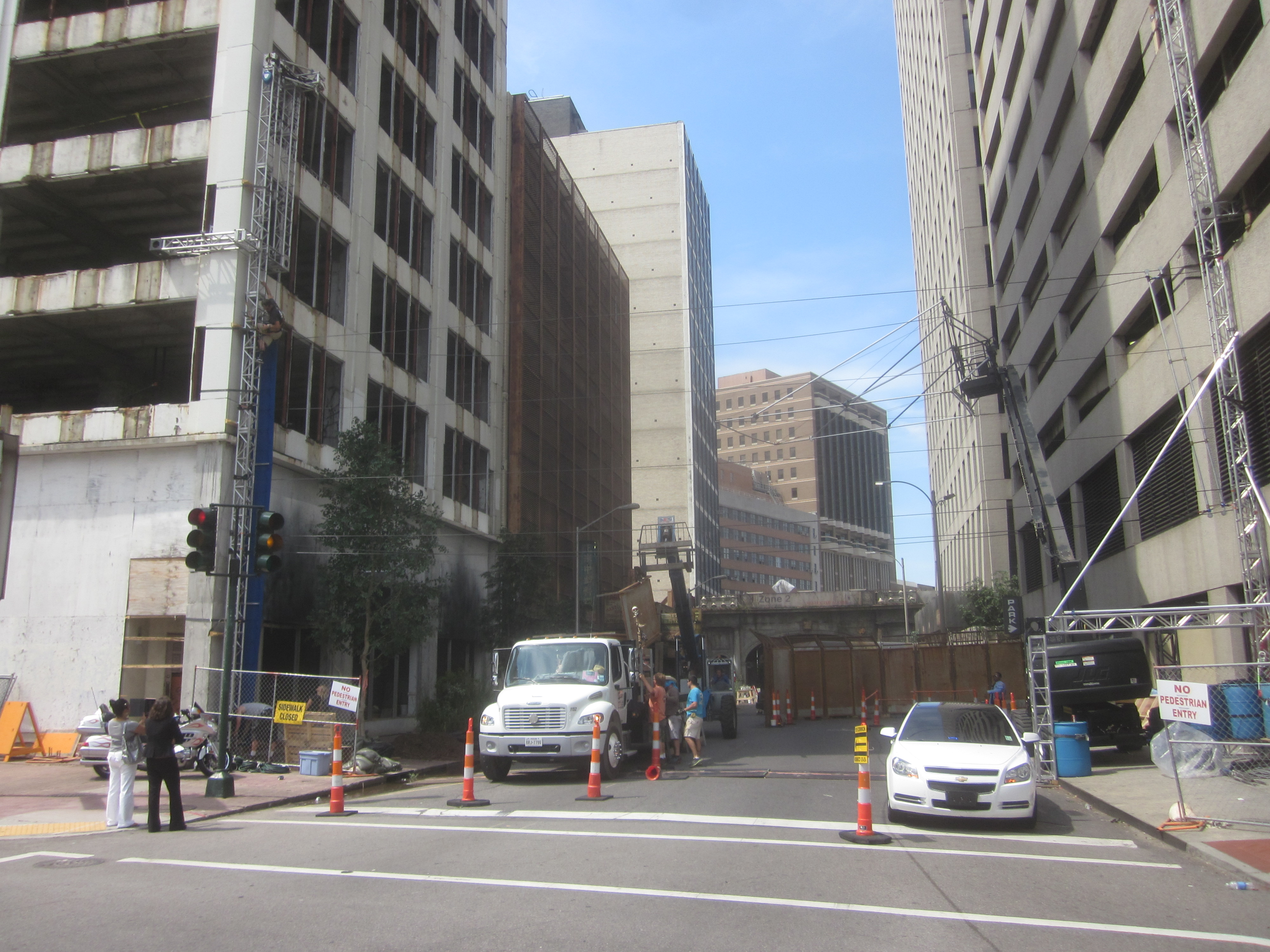
Le croisement des rues Rampart et Common à La Nouvelle-Orléans durant le tournage le 25 mai 2013.

Pour représenter le San Francisco post-apocalyptique, le réalisateur et son directeur de la photographie Michael Seresin réalisent quelques plans dans la baie mais se servent essentiellement de la ville de La Nouvelle-Orléans. Là, au croisement des rues Rampart et Common, le superviseur artistique James Chinlund se sert d'îlots urbains dévastés par l'ouragan Katrina pour figurer une cité à l'abandon,. Les décors y érigent une façade basée sur One Market Plaza, l'un des célèbres centres commerciaux de San Francisco. La façade représente la base d'un gratte-ciel à la construction restée inachevée. Les intérieurs du bâtiment sont, eux, construits au centre d'assemblage de Michoud. L'attaque du blindé est également réalisée dans les rues de La Nouvelle-Orléans.
Au parc de Six Flags, James Chinlund construit le village des singes. Conçu comme une place forte, le village est un assemblage d'arbres abattus liés entre eux au sommet d'une montagne. Il inclut également une passerelle centrale et une cour où se trouve le trône de César et un monolithe rituel.
La scène de combat final est, elle, entièrement filmée en plateau. Le coordinateur des cascades Gary Powell et l'équipe d'interprètes de singes de Terry Notary, dans un premier temps, y simulent des combats avec l'aide de câblages et de harnachements de cascade. Dans un second temps, Andy Serkis l'interprète de César et Toby Kebbell qui joue Koba, reprend ses mouvement pour exécuter la scène.

### Postproduction
En Nouvelle-Zélande, dans les studios de Weta, plus de 800 infographistes sont engagés pour réaliser les trucages de postproduction. En plus du travail sur les interprètes des principaux singes, les graphistes doivent compléter les arrière-plans, rajouter de nombreux singes et des décors.
Se basant sur les travaux d'Aaron Sims, les animateurs de Weta appliquent des peintures de guerre sur le pelage des singes. Le directeur de la création artistique Gino Azevedo explique ce choix : « Nous avons dessiné un ensemble de têtes de morts ; pour orner le physique des rebelles, nous avons fait comme s'ils avaient enduit leurs doigts de pigments pour s'en badigeonner la cage thoracique et les bras. L'aspect global était assez menaçant, surtout sur les gorilles qui envahissent la ville ».
À l'aide d'images filmées par hélicoptère de la ville de San Francisco, Weta réalise une ville rongée par les herbes folles et tombant en ruine. Les animateurs peuvent en effet cartographier numériquement la ville avec les images d'hélicoptère et y appliquer des textures dégradées de la végétation. Une attention particulière est apportée pour recréer California Street, le lieu de la bataille qui oppose les singes aux humains de Dreyfus. Les animateurs demandent à la production de scanner tridimensionnellement la rue pour la reconstituer numériquement . Weta doit également entièrement réaliser le sommet du gratte-ciel inachevé. Les animateurs se servent notamment d'images d'un gratte-ciel russe en feu pour représenter correctement les éclairages.
Lors des séances de montage, le réalisateur Matt Reeves, enlève la séquence qui devait conclure le film et annoncer le film suivant de la saga des singes. Cette scène montrait qu'après son combat contre Koba, César et les siens sortaient de la ville. Arrivés sur le pont du Golden Gate, les singes découvraient au loin des navires de guerre qui approchaient. Pour le réalisateur cette fin ne concluait pas correctement le film. Elle était trop frustrante et dévoilait trop tôt l'essence du prochain film.

### Bande originale

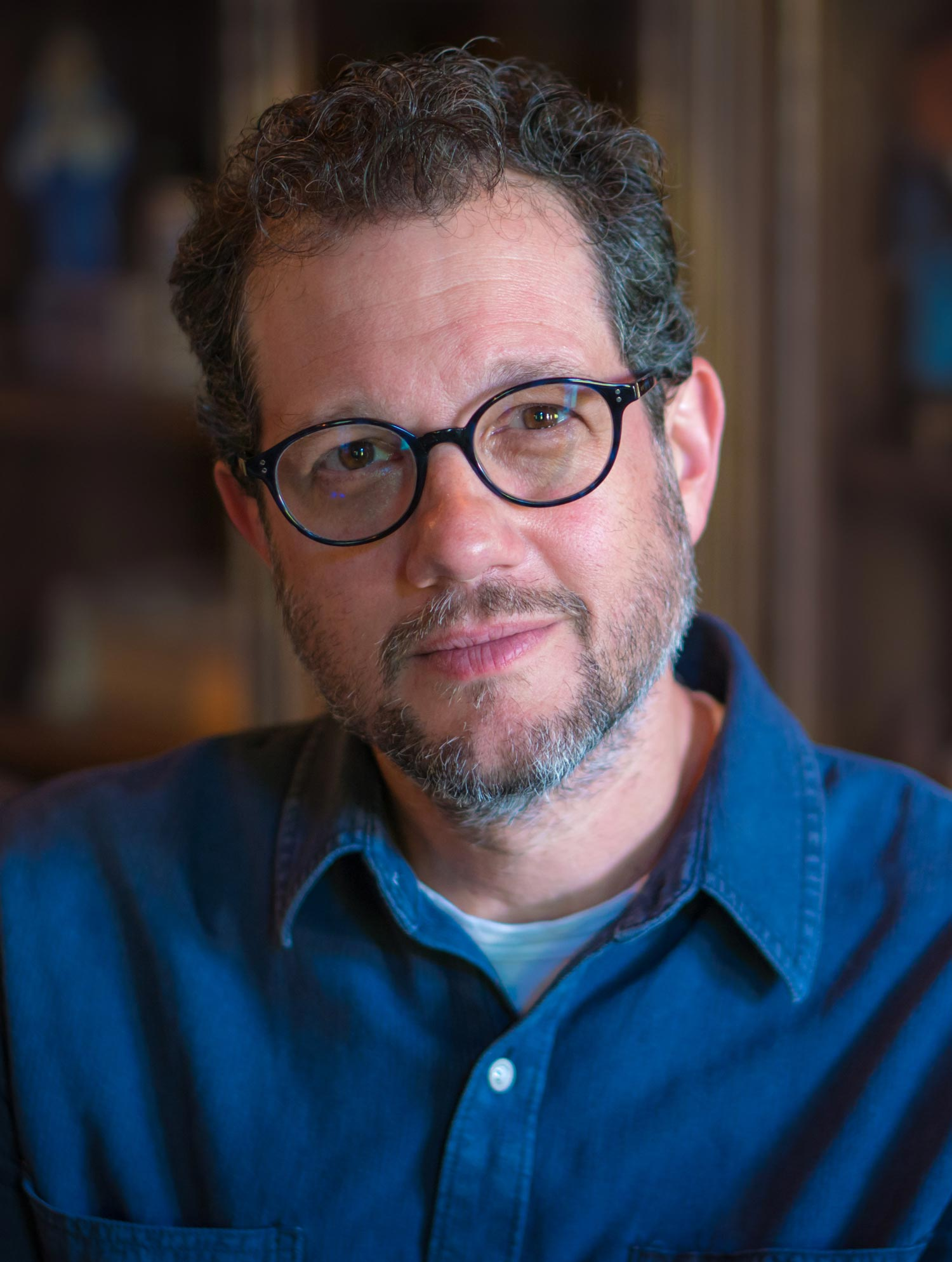
Le compositeur Michael Giacchino en 2017.

Pour La Planète des singes : L'Affrontement, le réalisateur Matt Reeves retrouve le compositeur Michael Giacchino. Celui-ci avait déjà travaillé avec lui sur Cloverfield (2008) et Laisse-moi entrer (2010), ses deux précédents films,. Giacchino est un amateur de films de genre et de films de science-fiction, notamment de la saga La Planète des singes. Il indique à ce sujet « Je dois être l'un des plus grands fans de La Planète des singes [...] et toute ma vie d'alors tournait autour de La Planète des singes. J'avais une cabane en carton dans les arbres, où on pouvait s'asseoir, et où j'avais disposé mes figurines - qui sont maintenant dans mon bureau. C'est donc une opportunité en or de revisiter mon enfance tout en innovant ».
Giacchino est également un admirateur de Jerry Goldsmith, le compositeur du premier film de la saga des singes. Cependant pour Giacchino « quand on visionne le premier film aujourd'hui avec du recul, on est frappé par le peu d'émotion que dégage la musique ». C'est un son expérimental que les compositeurs ne peuvent plus se permettre aujourd'hui. Et contrairement au premier film où c'est le point de vue des humains qui prime, dans L'Affrontement ce sont les singes les héros. Il faut suggérer au spectateur de l'empathie pour eux car ils sont une race qui lutte pour survivre. Cependant, derrière les sentiments qu'éprouvent ces nouveaux singes se cache une pulsion primate qu'ils s'efforcent d'enfouir et que les humains ont réussi à contrôler. Cela permet au compositeur d'explorer une grande palette d'émotions et de bestialité.
Giacchino veut procurer de l'émotion. Il aime que sa musique soit empreinte de tristesse. Pour lui, tout ce qui arrive aux protagonistes des deux camps est porteur d'une infinie tristesse. Il souhaite par sa mélodie faire comprendre aux spectateurs pourquoi chaque personnage agit bien ou mal.
La partition de L'Affrontement possède un lien avec celle de Goldsmith pour le film de 1968. Il s'agit du percussionniste Emil Richards. Giacchino a en effet souhaité apporter un lien en s'associant avec le percussionniste pour composer sa partition.
La bande originale sort en CD et en achat numérique chez Sony Music Entertainment le 4 juillet 2014.
| Liste des morceaux | Liste des morceaux                  | Liste des morceaux | Liste des morceaux | Liste des morceaux | Liste des morceaux | Liste des morceaux | Liste des morceaux | Liste des morceaux | Liste des morceaux |
| No                 | Titre                               | Durée              |                    |                    |                    |                    |                    |                    |                    |
| ------------------ | ----------------------------------- | ------------------ | ------------------ | ------------------ | ------------------ | ------------------ | ------------------ | ------------------ | ------------------ |
| 1.                 | Level Plaguing Field                | 2:25               |                    |                    |                    |                    |                    |                    |                    |
| 2.                 | Look Who’s Stalking                 | 2:36               |                    |                    |                    |                    |                    |                    |                    |
| 3.                 | The Great Ape Processional          | 4:34               |                    |                    |                    |                    |                    |                    |                    |
| 4.                 | Past Their Primates                 | 1:59               |                    |                    |                    |                    |                    |                    |                    |
| 5.                 | Close Encounters of the Furred Kind | 4:40               |                    |                    |                    |                    |                    |                    |                    |
| 6.                 | Monkey to the City                  | 1:17               |                    |                    |                    |                    |                    |                    |                    |
| 7.                 | The Lost City of Chimpanzee         | 3:46               |                    |                    |                    |                    |                    |                    |                    |
| 8.                 | Along Simian Lines                  | 5:05               |                    |                    |                    |                    |                    |                    |                    |
| 9.                 | Caesar No Evil, Hear No Evil        | 2:27               |                    |                    |                    |                    |                    |                    |                    |
| 10.                | Monkey See, Monkey Coup             | 5:14               |                    |                    |                    |                    |                    |                    |                    |
| 11.                | Gorilla Warfare                     | 7:38               |                    |                    |                    |                    |                    |                    |                    |
| 12.                | The Apes of Wrath                   | 4:29               |                    |                    |                    |                    |                    |                    |                    |
| 13.                | Gibbon Take                         | 2:55               |                    |                    |                    |                    |                    |                    |                    |
| 14.                | Aped Crusaders                      | 3:26               |                    |                    |                    |                    |                    |                    |                    |
| 15.                | How Bonobo Can You Go               | 5:43               |                    |                    |                    |                    |                    |                    |                    |
| 16.                | Enough Monkeying Around             | 3:36               |                    |                    |                    |                    |                    |                    |                    |
| 17.                | Primates for Life                   | 5:44               |                    |                    |                    |                    |                    |                    |                    |
| 18.                | Planet of the End Credits           | 8:57               |                    |                    |                    |                    |                    |                    |                    |
| 19.                | Ain’t That a Stinger                | 1:10               |                    |                    |                    |                    |                    |                    |                    |
| 77:38              |                                     |                    |                    |                    |                    |                    |                    |                    |                    |

## Accueil

### Sortie
Initialement prévu pour le 23 mai 2014, le film change de place en juin 2013 dans le calendrier des sorties du studio 20th Century Fox. En effet, le studio indique que La Planète des singes : L'Affrontement échange sa date de sortie avec X-Men: Days of Future Past qui était prévu le 18 juillet 2014. En décembre 2013, la date de sortie du film est une nouvelle fois changée pour le 11 juillet 2014. L'Affrontement reprend la date de sortie de Fast and Furious 7 du studio Universal dont la production est interrompue à la suite de la mort le 30 novembre 2013 de Paul Walker, l'un des principaux interprètes de ce film.
Le film est projeté en avant-première le 26 juin 2014 au Palais des Beaux-Arts de San Francisco en Californie, en présence de Matt Reeves, Rick Jaffa, Amanda Silver, Andy Serkis, Gary Oldman, Judy Greer, Kodi Smit-McPhee, Peter Chernin, Jason Clarke et Nick Thurston. Il clôt peu après le festival international du film de Moscou 2014, le 28 juin.
Pour accompagner la sortie du film, le studio crée un site internet nommé SimianFlu.com qui propose des vidéos, donne diverses informations sur la grippe simienne, comme ses symptômes, et montre une carte interactive sur la vitesse de propagation du virus. 20th Century Fox confie à la société Vice Media la réalisation de trois courts-métrages (Expansion de la grippe simiesque : avant l'affrontement, année 1, Lutter pour survivre : avant l'affrontement, année 5 et Histoire du fusil : avant l'affrontement, année 10). Ceux-ci sont mis en ligne en juillet 2014 et explorent la période de dix ans qui sépare L'Affrontement et Les Origines. Ils montrent notamment la déchéance de l'espèce humaine,.

### Accueil critique

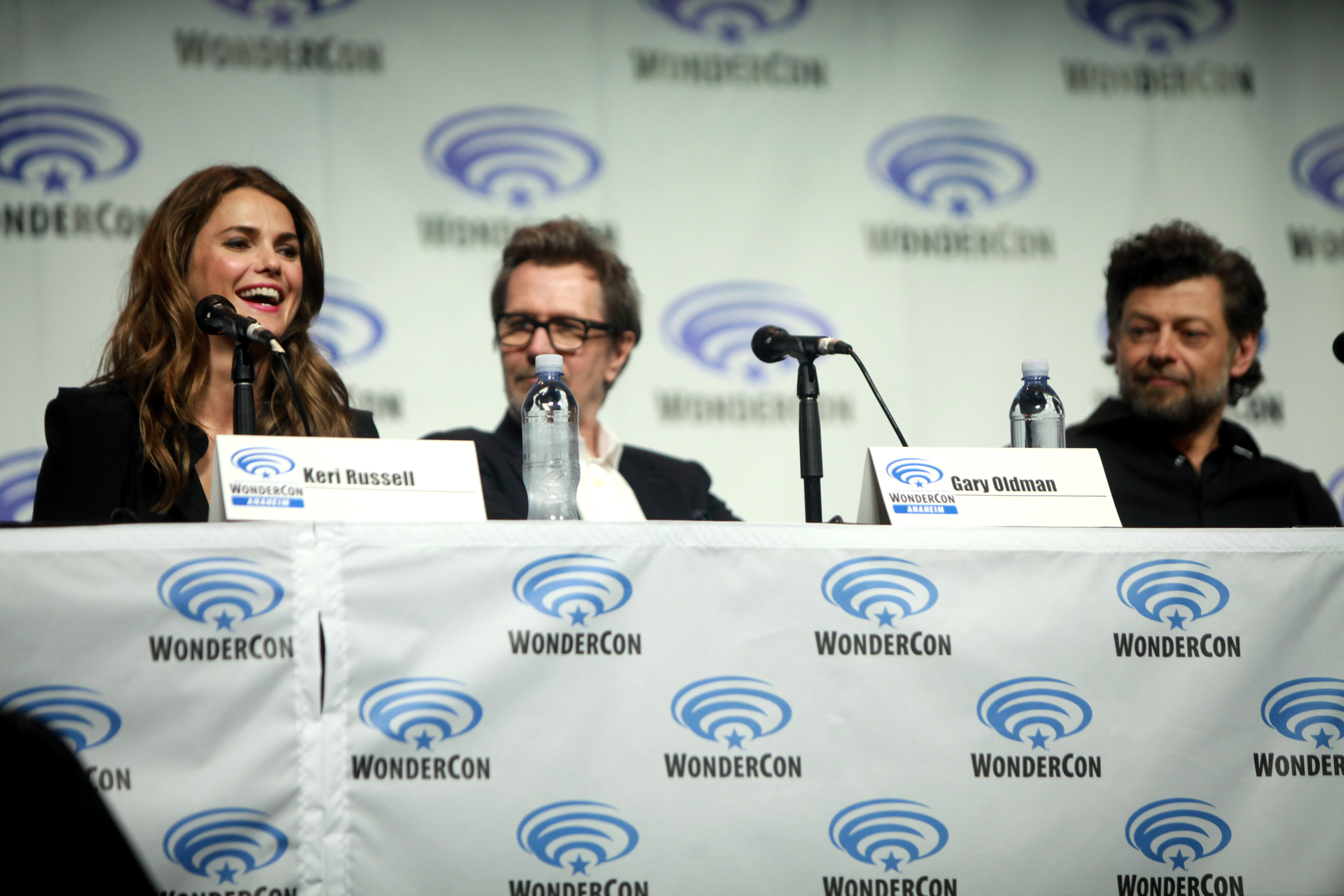
Les comédiens Keri Russell, Gary Oldman et Andy Serkis au WonderCon le 19 avril 2014.

Le film est bien accueilli par les critiques de cinéma. Sur le site Rotten Tomatoes, il obtient le score de 90 % pour un total de 315 critiques. Il dispose d'une note de 79 %, basée sur 48 avis, sur le site Metacritic. En France, il reçoit des critiques majoritairement positives ; le site Allociné propose une note de 3,6 sur 5 à partir de l'interprétation de 33 titres de presse.
Aux États-Unis, Guy Lodge du magazine Variety pense que le film écrase La Planète des singes : Les Origines. Il indique que cette « suite violente de la quête troublée d’indépendance du singe humanoïde César surpasse son prédécesseur dans presque tous les domaines », y compris la réalisation de Matt Reeves qu'il juge supérieure à celle de Rupert Wyatt pour Les Origines. Todd McCarthy du journal The Hollywood Reporter indique que le film « parvient à faire exceptionnellement bien au moins trois choses qui sont assez difficiles à réaliser individuellement : maintenir la tension sans relâche pendant deux heures, être supérieur à un déjà très bon premier film d'une franchise et rédiger un plaidoyer humaniste puissant en utilisant des personnages simiens. Dans les annales des suites, L'Affrontement est à La Planète des singes : Les Origines ce que L’Empire contre-attaque était à Star Wars - c’est tellement mieux ». Ty Burr du journal The Boston Globe écrit que « la parole et l’expressivité angoissée, le César de Serkis retransmet les angoisses d’un roi à la grandeur presque shakespearienne ». Anthony Oliver Scott du journal The New York Times loue le film d'avoir trouvé l'équilibre entre les séquence narratives et les séquences d'action à effets spéciaux. Il écrit que le film est « techniquement impressionnant et viscéralement excitant, c'est sûr, mais il donne aussi beaucoup à réfléchir et même à s'inquiéter ».
En France, Christophe Chadefaud du magazine Studio Ciné Live indique que le film est une suite séduisante qui montre la « tragédie de l'éternel recommencement ». Renaud Baronian du journal Le Parisien trouve que « ce second volet de la saga monte d'un cran au niveau des scènes spectaculaires et de l'interprétation ahurissante d'Andy Serkis dans le rôle de César ». Stéphane Delorme du magazine Cahiers du cinéma pense qu'il faut « juger cette Planète des singes dans une tradition politique du cinéma américain. Pas la tradition toujours un peu vague de la métaphore politique fourre-tout (type La Nuit des morts-vivants) mais celle, bien concrète, et théâtrale, mettant en scène la décision politique ». Pour Stéphanie Belpêche du Journal du dimanche, le film est « sans doute, le meilleur blockbuster de l'été ». Bruno Icher du journal Libération salue « le scénario pas si bête aux accents shakespeariens » et l'utilisation des effets spéciaux « qui, pour une fois, servent vraiment à quelque chose ». Même s'il a moins aimé le scénario Adrien Gombeaud du magazine Positif souligne que « la beauté du film tient dans les effets numériques et la performance d'Andy Serkis, étonnant sous un maquillage numérique simiesque hyperréaliste ». Frédéric Foubert du magazine Première pense que le film est « presque un péplum. Le récit d'un triomphe. Celui de Serkis, donc, un comédien qui aura réussi à incarner tout un pan du cinéma grand public contemporain sans jamais montrer son visage ». Laurent Nunez du magazine Marianne indique que les effets spéciaux sont invisibles et qu'ils « font qu'on reste pendant deux heures cloué dans son fauteuil, captivé par la beauté des paysages ».
Du côté des avis négatifs, François Forestier du magazine L'Obs qualifie le scénario de « bête à pleurer ». Il lui reproche notamment son message de dénonciation du racisme et de l'extrême droite. Romain Blondeau du magazine Les Inrockuptibles n'aime pas non plus le scénario que lui trouve raciste. Il trouve que le scénario propose une vision « simpliste et complaisante des valeurs familiales ». Thomas Baurez de Studio Ciné Live reproche au film la trop grand utilisation d'images de synthèse et son « casting de seconde zone ». Jean-François Rauger du journal Le Monde « trouve que les situations s'enchaînent laborieusement ». Andrew O'Hehir du webzine Salon.com reproche essentiellement au film son introduction qui est un montage d'éléments fictifs et de réelles séquences d'information pour concocter un sentiment d'oppression apocalyptique.

### Box-office
La Planète des singes : L'Affrontement est un succès commercial avec 710 644 000 dollars de recettes pour un budget de 170 millions de dollars. Il se hisse à la huitième place annuelle en Amérique du Nord et à la huitième place au niveau mondial. En France, avec 3 783 000 entrées, le film se classe en sixième position du box-office de l’année 2014 derrière le film de science-fiction Lucy (4e) mais devant Interstellar (15e), Les Gardiens de la galaxie (17e), Divergente (37e), Godzilla (42e), Edge of Tomorrow (45e), Transcendance (64e) et Robocop (70e).
| Pays       | Box-office (2014)  | Classement de l'année (2014) |
| ---------- | ------------------ | ---------------------------- |
| Monde      | 710 644 000 US$    | 8e                           |
| France     | 3 783 000 entrées  | 6e                           |
| États-Unis | 208 545 000 US$    | 8e                           |
| Europe     | 18 367 000 entrées |                              |
| Chine      | 107 355 000 US$    |                              |

## Distinctions
Note : sauf mention contraire, les informations ci-dessous sont issues de la page Awards du film sur l'Internet Movie Database. Ici sont listés les principaux prix.
Le film obtient essentiellement des prix pour le travail d'acteur d'Andy Serkis et pour ses effets spéciaux. Ces derniers reçoivent notamment trois prix de la Visual Effects Society et une nomination à la 87e cérémonie des Oscars.

### Récompenses
| Année | Cérémonie ou récompense              | Prix                                                          | Lauréat(es)                                                                     |
| ----- | ------------------------------------ | ------------------------------------------------------------- | ------------------------------------------------------------------------------- |
| 2015  | Annie Awards                         | Animation d'un personnage dans un film en prise de vue réelle | Daniel Barrett, Alessandro Bonora, Dejan Momcilovic, Paul Story et Eteuati Tema |
| 2015  | Critics' Choice Movie Awards         | Meilleurs effets visuels                                      |                                                                                 |
| 2015  | Denver Film Critics Society          | Meilleur film de science-fiction ou d'horreur                 |                                                                                 |
| 2015  | Empire Awards                        | Meilleur acteur                                               | Andy Serkis                                                                     |
| 2015  | Indiana Film Journalists Association | Meilleure performance vocale ou de capture de mouvement       | Andy Serkis                                                                     |
| 2015  | Satellite Awards                     | Meilleur montage                                              | William Hoy et Stan Salfas                                                      |
| 2015  | Satellite Awards                     | Meilleurs effets visuels                                      | Matt Kutcher, Joe Letteri et Dan Lemmon                                         |
| 2015  | Visual Effects Society Awards        | Meilleurs effets visuels dans un film en prise de vue réelle  |                                                                                 |
| 2015  | Visual Effects Society Awards        | Meilleur personnage animé dans un film en prise de vue réelle | César                                                                           |
| 2015  | Visual Effects Society Awards        | Meilleure composition dans un film en prise de vue réelle     |                                                                                 |

### Nominations
| Année | Cérémonie ou récompense                                 | Prix                                                                 | Lauréat(es)                                              |
| ----- | ------------------------------------------------------- | -------------------------------------------------------------------- | -------------------------------------------------------- |
| 2014  | Camerimage                                              | Meilleur film en images de synthèse                                  | Michael Seresin                                          |
| 2014  | Phoenix Film Critics Society                            | Meilleurs effets visuels                                             | Matt Kutcher, Dan Lemmon et Joe Letteri                  |
| 2014  | Phoenix Film Critics Society                            | Meilleures cascades                                                  |                                                          |
| 2014  | St. Louis Film Critics Association                      | Meilleurs effets visuels                                             |                                                          |
| 2014  | Teen Choice Awards                                      | Meilleur film de l'été                                               |                                                          |
| 2014  | Washington DC Area Film Critics Association             | Meilleur acteur dans un second rôle                                  | Andy Serkis                                              |
| 2015  | Australian Academy of Cinema and Television Arts Awards | Meilleur acteur dans un second rôle                                  | Andy Serkis                                              |
| 2015  | Art Directors Guild                                     | Meilleur film fantastique                                            |                                                          |
| 2015  | British Academy Film Awards                             | Meilleurs effets visuels                                             | Daniel Barrett, Dan Lemmon, Joe Letteri et Erik Winquist |
| 2015  | Critics' Choice Movie Awards                            | Meilleur film de science-fiction ou d'horreur                        |                                                          |
| 2015  | Empire Awards                                           | Meilleur film                                                        |                                                          |
| 2015  | Empire Awards                                           | Meilleur film fantastique ou de science-fiction                      |                                                          |
| 2015  | Empire Awards                                           | Meilleur réalisateur                                                 | Matt Reeves                                              |
| 2015  | Gold Derby Awards                                       | Meilleur acteur dans un second rôle                                  | Andy Serkis                                              |
| 2015  | Gold Derby Awards                                       | Meilleurs effets visuels                                             | Daniel Barrett, Dan Lemmon, Joe Letteri et Erik Winquist |
| 2015  | Houston Film Critics Society                            | Réalisation technique                                                |                                                          |
| 2015  | Houston Film Critics Society                            | Meilleur acteur dans un second rôle                                  | Andy Serkis                                              |
| 2015  | Indiana Film Journalists Association                    | Meilleur film                                                        |                                                          |
| 2015  | International Online Film Critics                       | Meilleurs effets visuels                                             | Daniel Barrett, Dan Lemmon, Joe Letteri et Erik Winquist |
| 2015  | London Film Critics Circle                              | Réalisation technique de l'année                                     | Joe Letteri                                              |
| 2015  | Motion Picture Sound Editors                            | Dialogues et doublage en anglais                                     |                                                          |
| 2015  | Motion Picture Sound Editors                            | Musique dans un long métrage                                         | Paul Apelgren                                            |
| 2015  | Motion Picture Sound Editors                            | Effets sonores et bruitages dans un long métrage en anglais          |                                                          |
| 2015  | Oscars                                                  | Meilleurs effets visuels                                             | Daniel Barrett, Dan Lemmon, Joe Letteri et Erik Winquist |
| 2015  | Satellite Awards                                        | Meilleur acteur dans un second rôle                                  | Andy Serkis                                              |
| 2015  | Saturn Awards                                           | Meilleur film de science-fiction                                     |                                                          |
| 2015  | Saturn Awards                                           | Meilleur acteur dans un second rôle                                  | Andy Serkis                                              |
| 2015  | Saturn Awards                                           | Meilleure réalisation                                                | Matt Reeves                                              |
| 2015  | Saturn Awards                                           | Meilleur maquillage                                                  | Bill Terezakis et Lisa Love                              |
| 2015  | Saturn Awards                                           | Meilleurs effets spéciaux                                            | Daniel Barrett, Dan Lemmon, Joe Letteri et Erik Winquist |
| 2015  | Saturn Awards                                           | Meilleur jeune acteur                                                | Kodi Smit-McPhee                                         |
| 2015  | Saturn Awards                                           | Meilleure musique                                                    | Michael Giacchino                                        |
| 2015  | Visual Effects Society Awards                           | Meilleure photographie virtuelle dans un film en prise de vue réelle |                                                          |
| 2015  | Visual Effects Society Awards                           | Meilleur personnage animé dans un film en prise de vue réelle        | Koba                                                     |

## Analyse

### Humanisation et moralisation des singes
Le réalisateur Matt Reeves indique que « la question du film est de savoir si on peut transcender sa propre nature. Les singes réussiront-ils là où nous avons échoué ? Sont-ils meilleurs que nous ? Et tout cas, ils ont une pureté que nous n'avons pas ». Les singes sont l'illustration du mythe du bon sauvage. Cependant en devenant intelligents les singes font également l'apprentissage des passions. Ils découvrent la jalousie, la vengeance et la tentation de la tyrannie. À travers tous ces travers, c'est la naissance d'une civilisation que le réalisateur met en images.
Le professeur de psychologie morale Paul Carron rédige en 2015 une analyse sur l'évolution de la morale dans la saga La Planète des singes. Carron indique que des singes « non améliorés » ne peuvent pas comprendre des principes moraux comme la devise « un singe ne tue pas un singe ». L'aide que César offre aux humains n'est pas selon le professeur, un geste calculé fait dans l'intérêt de la communauté des singes. Cela montre au contraire que César offre une réponse morale aux besoins des autres. Un sentiment de désespoir déclenche en lui une réponse compatissante. Les réactions telles que l'empathie et la sympathie font partie des principaux éléments de moralité humaine. La résolution des conflits est un autre exemple d'humanisation des primates du film. En effet, la communauté de César tente de résoudre pacifiquement les conflits pour que l'harmonie soit maintenue. La bagarre entre Koba et César qui éclate dans le barrage montre que même s'il est vainqueur et qu'il peut achever son adversaire, César parvient à dominer ses émotions. Il préfère le pardon à la violence et offre à son adversaire la réconciliation.

### Racisme et violence
Le film revient également une nouvelle fois à une thématique importante de la saga La Planète des singes : le racisme. Elle est juste actualisée à l'époque du mouvement politique Black Lives Matter — « la vie des Noirs compte » —. Le film montre l'animosité irrationnelle des humains envers ceux qui ne leur ressemblent pas. Les humains tiennent par exemple les singes responsables de la grippe simienne. La discussion entre Terry et McVeigh, les humains responsables du stock d'armes, montre également de manière flagrante leur mépris des singes. Face à Koba, ils se pensent alors toujours supérieurement intelligents. Koba est de plus l'un des singes à avoir le plus côtoyé les humains. Il sait de quoi sont capables ceux-ci, il a été emprisonné, torturé et mutilé. Lui aussi est devenu raciste. Est c'est pour cela qu'il n'hésite pas à se venger en exécutant Terry et McVeigh. L'inhumanité envers les singes s'est conclue par un violent mouvement de résistance. C'est d'ailleurs la même réaction que dans La Planète des singes : Les Origines. Sous l'impulsion de Koba, les singes deviennent à leur tour racistes. Leur rébellion cause ensuite de nombreuses victimes dans les deux camps. La fin du film suggère qu'il est utopique d'espérer l'extinction du racisme. L'essentialisme s'oppose au « vivre-ensemble ».
La professeure d'études critiques sur la race, le genre et les médias Susana Loza estime cependant : « l'humanisme libéral n'est qu'une des technologies raciales que la saga simienne utilise pour masquer la race et le racisme. L'outil le plus dévastateur de son arsenal colonial est ce que j'appelle le ménestrel de capture de mouvement. » Elle explique qu'un « ménestrel » signifie pour elle le produit de l'impérialisme européen. Il reflète l'investissement matériel et psychologique de l'Occident dans les peuples colonisés dans le système mondial capitaliste des XVIe siècle et XVIIe siècle. Loza trouve que la capture de mouvement n'est qu'une mise à jour des techniques d'asservissement des blancs qui leur permet de « revêtir un visage de singe en toute impunité culturelle ». C'est pour elle du « grimage en Noir » sans le maquillage.
Certains analystes voient également le film comme un plaidoyer pour le contrôle des armes à feu aux États-Unis. La bataille finale entre hommes et singes montre en effet, tous les méfaits qu'engendrent les armes. D'autres y voient une ode à la nature qui peut enfin s'épanouir sans les effets néfastes des humains.
La grippe simienne fait écho à l'impact catastrophique des maladies qui ont dévasté les populations indigènes peu de temps après leur contact avec les Européens. Le film se réfère largement au génocide des autochtones d'Amérique et l'utilise pour créer de l'empathie envers la nation naissante des singes. La colonie de singes vit en effet au début du film en harmonie avec son environnement comme les peuples primaires avant l'arrivée des Européens. La source d'inspiration de cette grippe simienne est possiblement l'épidémie de H1N1 de 2009 qui a beaucoup été médiatisée, et ce, avant la pandémie meurtrière de COVID-19 en 2020.

### Le pacifisme de César contre le revanchisme de Koba
Pour le scénariste Mark Bomback, l'intrigue explore les tiraillements qu'éprouve César. Il doit beaucoup à l'espèce humaine mais il lui faut aussi préserver les singes. Le scénariste indique que « l'équilibre est bien fragile entre le pacifisme de César et la politique d'apaisement des humains ». César ne cherche pas à nuire aux hommes. Aux yeux de Bomback, « César a tout d'un Gandhi mâtiné de Che Guevara. Il ne cherche pas la bagarre, mais il ne s'y dérobera pas si les circonstances l'exigent ». César est cependant pacifiste. Pour le journaliste américain Todd McCarthy, le personnage de César est plus à rapprocher d'Abraham Lincoln. Comme le président des États-Unis, le chef des singes est un vieux sage compatissant, les yeux fatigués par toutes les souffrances qu’il a vues. Une force tranquille forcée de diriger ses compatriotes en temps de guerre et assez fort physiquement pour affronter n’importe quel adversaire. Le journaliste français Bruno Icher voit plus César comme un monarque absolu ou un dictateur éclairé.
Avant d'interpréter une nouvelle fois César, Andy Serkis s'est demandé « où il en était émotionnellement et psychologiquement ». Il a beaucoup réfléchi à ce qui s'est passé durant les dix années qui séparent les deux films. Dans le premier film il avait abordé le personnage comme un homme enfermé dans le corps d'un singe. Dans L'Affrontement, César doit trouver le singe qui est en lui. Il doit enfouir son humanité à l'exception de ce qu'il pense bon pour les singes : la connaissance et l'égalité. Sa trajectoire morale est bien plus complexe que dans le film précédent.
L'arrivée de l'humain altruiste Malcolm ébranle ensuite ses certitudes : « Un homme semble comprendre la colonie des singes et n'a pas de préjugés contre eux »,. Puis c'est la trahison de Koba qui finit par le faire changer. À la fin de leur combat, Koba tente d'utiliser le crédo des singes pour sauver sa peau : « un singe ne tue pas un singe ». Crédo qu'il a lui-même violé sans vergogne. César doit alors faire ce qui lui semble juste. Il décide de le laisser tomber. Serkis trouve au départ cette décision « complètement hors personnage ». Après avoir incarné le singe durant tout le tournage, il s'est rendu compte que c'était une décision cohérente. Selon lui « tout système de croyances est fondamentalement faux ». Il a souhaité créer une société simiesque parfaite ou en tout cas meilleure que celle des hommes. C'est cette croyance qui est sa faiblesse. Durant le film, il prend conscience que les singes sont semblables aux hommes. Koba en est l'exemple vivant.
Le scénario développe d'ailleurs beaucoup le personnage de Koba qui gagne en personnalité et en stature dans la société des singes depuis sa libération de la ménagerie dans le film Les Origines. « Nous voulions montrer comment Koba a évolué sous la houlette éclairée de César » indique Bomback. En faisant de lui un antagoniste, le scénariste a pris le contre-pied de la vision des bonobos comme étant les plus pacifistes des grands singes. Koba fait partie du premier cercle du dirigeant simiesque. La foi de César en Koba et la trahison de ce dernier est ce qui donne un tour dramatique à l'intrigue. La trahison de Koba montre la faille tapie au tréfonds de chaque être humain. Celle qui fait basculer un héros en monstre. Koba n'est pas le grand méchant de l'histoire. « Ce n'est qu'au bout d'une demi-heure que le spectateur commence à comprendre que Koba pourrait bien être l'antagoniste potentiel du film ». Toby Kebbell, l'interprète de Koba, base sa prestation sur le passé difficile du singe. Pour Kebbell, « Koba nourrit une haine féroce envers le genre humain. Il comprend le point de vue de César, mais il sait pertinemment que les hommes ont utilisé les grands singes à leur avantage. Il a été drogué, anesthésié, mutilé ». L'opposition entre Koba et César peut être rapprochée de celle des mutants de la série X-Men. Charles Xavier est favorable à une harmonie entre les mutants et les humains. Magnéto estime que comme les mutants sont supérieurs aux humains, ils doivent les diriger.
Koba a subi trop d'outrages psychologiques et physiques. Il ne peut pas pardonner. Il a également été conforté dans ce chemin par César. En effet, à la fin de La Planète des singes : Les Origines, César permet tacitement à Koba de commettre son premier meurtre sur Steven Jacobs, le patron du laboratoire Gen-Sys. César n'a jamais dit au singes qu'ils valent mieux que les humains et n'a pas interdit le meurtre de ceux-ci mais seulement les crimes entre singes. Koba, lui, tel Caligula, veut s'imposer par la peur et non pas par l'amour. Il n'hésite pas à tuer Ash pour montrer aux autres singes ce qu'il en coute de lui désobéir.
Le fait que Koba détruise par le feu le village des singes pour les amener à la guerre est vu par certains analystes comme une reprise d'un événement historique : l'incendie du Reichstag en 1933.